# San Martín de Ondes
San Martín de Ondes (asturisch Samartín d'Ondes) ist eine Parroquia und ein Ort in der Gemeinde Belmonte de Miranda der Autonomen Region Asturien im Norden Spaniens.
Die 47 Einwohner (2011) leben auf einer Fläche von 9,40 km². Belmonte, der Verwaltungssitz der Gemeinde, ist über die „AS-227“ in 10,40 km zu erreichen.

## Dörfer und Weiler in der Parroquia
| Name                | Asturisch        | Einwohner 2011 | Koordinaten                 |
| ------------------- | ---------------- | -------------- | --------------------------- |
| Ondes               |                  | 8              | 43° 15′ 24″ N, 6° 13′ 5″ W  |
| San Martín de Ondes | Samartín d'Ondes | 39             | 43° 14′ 40″ N, 6° 13′ 12″ W |
| Cerezales           | Las Zraizales    | unbewohnt      |                             |

## Sehenswürdigkeiten
- Pfarrkirche San Martín de Ondes